# Athelges takanoshimensis
Athelges takanoshimensis là một loài chân đều trong họ Bopyridae. Loài này được Ishii miêu tả khoa học năm 1914.